# 筆匯
《筆匯》為一本文學期刊，最初是1957年3月16日時創刊的八開報紙型半月刊，由任卓宣擔任發行人。1959年5月4日「革新版」於臺北創刊，性質改為月刊，而社長仍為任卓宣，主編則是當時為政治大學中文系三年級學生的尉天驄。革新版共出版24期，但因為第2卷11期與12期為合刊，故實際冊數是23冊。
該本期刊的內容除了時政評論與文化批評之外，還有文學理論和文學批評，此外也有西方小說等作品的譯作以及戲劇與音樂的評論。

## 重要選文
- 〈湯姆斯·吳爾夫論〉：何欣著，為文學理論與批評的文章。
- 〈黑死病〉（又譯為「鼠疫」）：法國作家卡繆所著之小說，由許國衡譯。
- 〈論莎士比亞戲劇的演出〉：姚一葦著。
- 〈杜步西研究〉：許常惠著。